# São Pedro de Alva
São Pedro de Alva é uma vila portuguesa, sede da extinta freguesia de São Pedro de Alva do município de Penacova, no Distrito de Coimbra, paróquia da diocese de Coimbra, freguesia que tinha uma área de 28,4 km², com 1 607 habitantes segundo o censos 2011 (densidade: 56,6 hab./km².
No âmbito da reorganização das freguesias realizada em 2013, a freguesia de São Pedro de Alva foi associada à freguesia de São Paio do Mondego, para formar uma nova freguesia denominada São Pedro de Alva e São Paio do Mondego, da qual é sede.
A povoação de São Pedro de Alva foi elevada à categoria de vila em 1991.

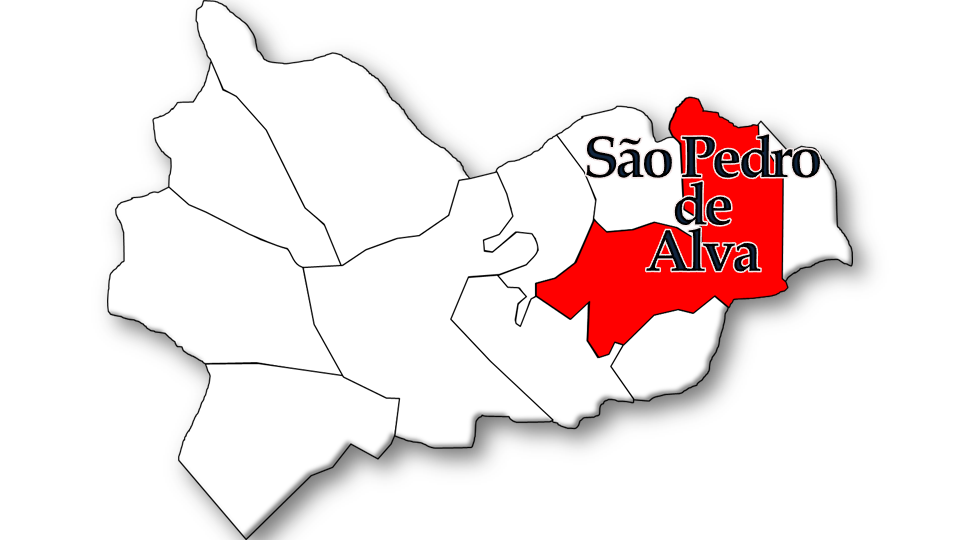
Localização no município de Penacova

## População
| População da freguesia de São Pedro de Alva | População da freguesia de São Pedro de Alva | População da freguesia de São Pedro de Alva | População da freguesia de São Pedro de Alva | População da freguesia de São Pedro de Alva | População da freguesia de São Pedro de Alva | População da freguesia de São Pedro de Alva | População da freguesia de São Pedro de Alva | População da freguesia de São Pedro de Alva | População da freguesia de São Pedro de Alva | População da freguesia de São Pedro de Alva | População da freguesia de São Pedro de Alva | População da freguesia de São Pedro de Alva | População da freguesia de São Pedro de Alva | População da freguesia de São Pedro de Alva |      |
| ------------------------------------------- | ------------------------------------------- | ------------------------------------------- | ------------------------------------------- | ------------------------------------------- | ------------------------------------------- | ------------------------------------------- | ------------------------------------------- | ------------------------------------------- | ------------------------------------------- | ------------------------------------------- | ------------------------------------------- | ------------------------------------------- | ------------------------------------------- | ------------------------------------------- | ---- |
| 1864                                        | 1878                                        | 1890                                        | 1900                                        | 1911                                        | 1920                                        | 1930                                        | 1940                                        | 1950                                        | 1960                                        | 1970                                        | 1981                                        | 1991                                        | 2001                                        | 2011                                        | 2021 |
| 2181                                        | 2517                                        | 2845                                        | 2624                                        | 2213                                        | 2138                                        | 2068                                        | 2227                                        | 2331                                        | 2284                                        | 1930                                        | 2055                                        | 1824                                        | 1810                                        | 1607                                        | 1620 |

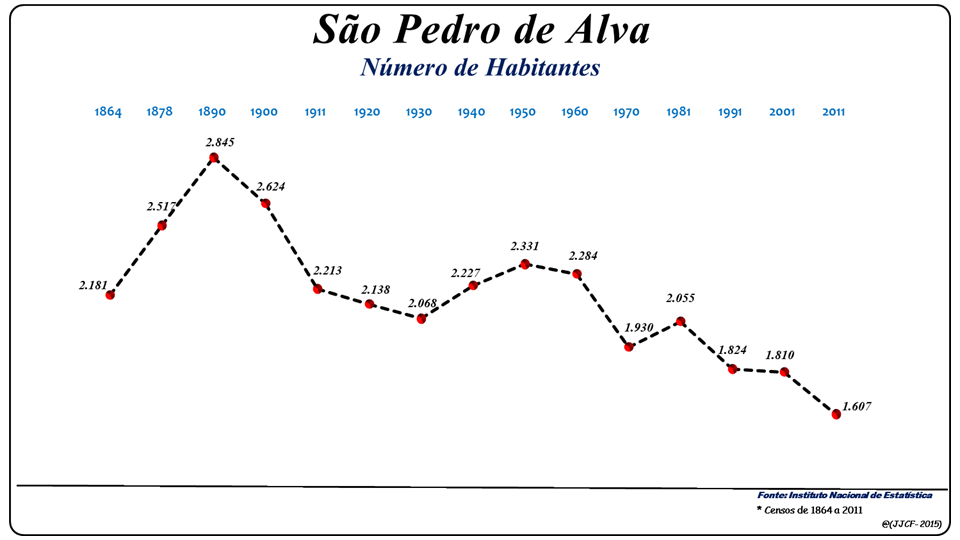
Evolução da população (1864 / 2011)

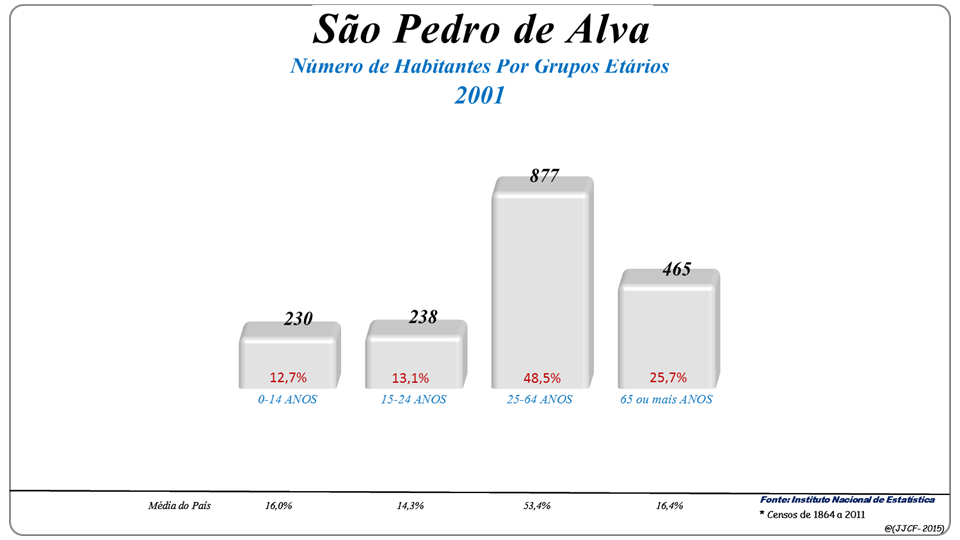
Grupos etários (2001 e 2011)

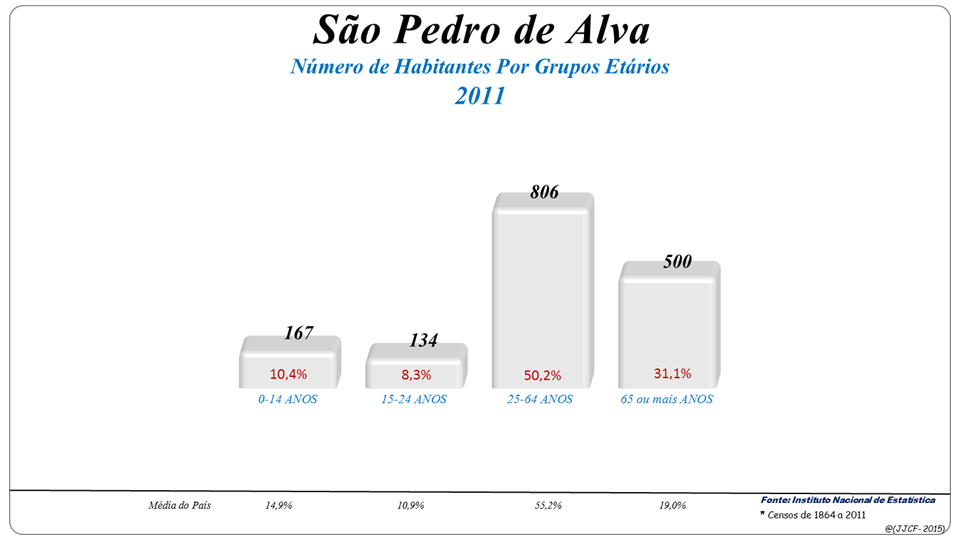
Grupos etários (2001 e 2011)

Nos censos de 1864 e 1878 aparece com a designação de São Pedro de Farinha Podre. Passou a ter a actual denominação por decreto de 21 de fevereiro de 1889 (Fonte: INE)

## Freguesia de São Pedro de Alva

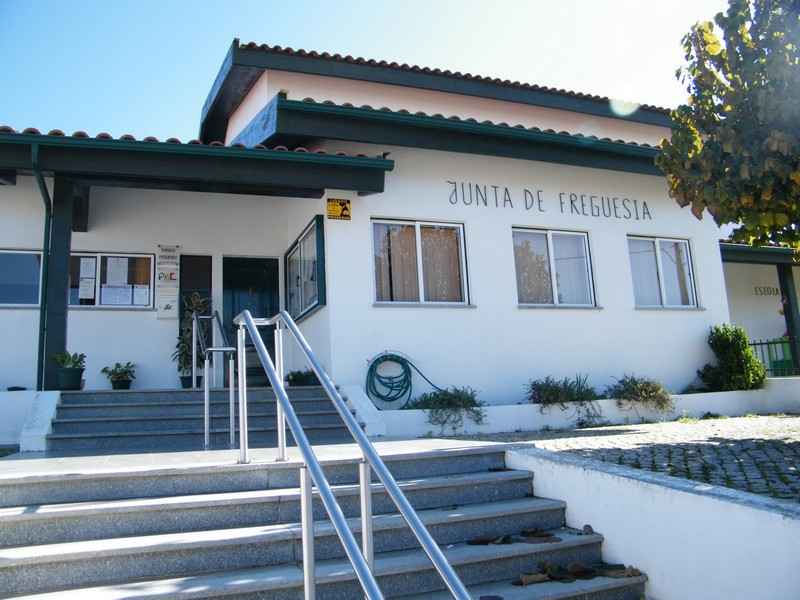
Junta de Freguesia de São Pedro de Alva

A antiga freguesia de São Pedro de Alva, situada entre-os-rios Alva e Mondego, junto à Barragem da Aguieira, no Município de Penacova, Distrito de Coimbra, na Beira Litoral, situa-se na zona leste do Município, distando, sensivelmente, catorze quilómetros da vila de Penacova.
Confinava com a freguesia de Travanca do Mondego a Norte, Paradela e São Martinho da Cortiça a Sul, S. Paio do Mondego a Este, Oliveira do Mondego e Friúmes a Oeste, englobando as seguintes povoações: Arroteia, Atouguia, Beco, Bica, Cabecinha, Carvalhal, Castinçal, Cavaleiro, Cruz do Soito, Hombres, Laborins, Lufreu, Mocejo, Peixoto, Parada, Quintela, Rebolo, Relvão, Ribeira, São Pedro de Alva, Silveirinho, Sobral, Vale da Ribeira, Vale da Serra, Vale da Vinha, Valeiro Grande, Vimieiro e Zarroeira.

## Mondalva
São Pedro de Alva é considerada a capital de Mondalva ou Casconha, sub-região natural que se limita a norte e poente pelo rio Mondego e a nascente pela Serra da Moita. Mondalva lhe chama a erudição moderna, mas Casconha será sempre o nome tradicional.
Além da freguesia de São Pedro de Alva, esta sub-região chega ainda a abranger as seguintes: Oliveira do Mondego, S. Paio do Mondego, Paradela, e Travanca, do Concelho de Penacova. Carapinha e Covelo, do Concelho de Tábua. S. Martinho da Cortiça do Concelho de Arganil.[carece de fontes?]

## História
A estrutura latina do primeiro nome de São Pedro de Alva, de que se encontra notícia, segundo o António Carlos Proença de Figueiredo, constitui imediato indício da sua Antiguidade, a tal respeito, o Dr. Joaquim da Silveira aponta algumas explicações: “ Apesar de este topónimo ser constituído por duas palavras bem conhecidas, não é fácil conjecturar como se aplicaram para designar um lugar. O vocábulo Farinha sugere logo um moinho. Mas também é certo que a situação de Farinha Podre num alto, sem ribeiros correntes, mal permite pensar num engenho desses movido a água a que aquele vocábulo servisse de determinativo; e os moinhos de vento ainda não existiam no século XIII.
Assim, talvez esta estranha denominação tenha sido aplicada inicialmente, por chacota a algum simples casal ou “catraia” cujo dono ou tendeiro fosse acusado pelo povo de vender, por vezes, Farinha estragada pela humidade ou por qualquer outro motivo, chamando-lhe por isso venda (ou casal) da Farinha Podre”. As primeiras referências a S. Paio de Alva aparecem nas Inquisições de D. Dinis. A antiga Farinha Podre constituiu uma das chamadas comendas novas da Ordem de Cristo, avaliada no ano de 1605 em duzentos mil réis (moeda da época), e foi morgado anexo ao senhorio de Góis, donde um ramo da família tomou o apelido Farinha (Vasco Fariam). Nos séculos XII e XIII já aparece o nome de “Farina Putre” em documentos latinos. Com a denominação antiga de S. Pedro de Farinha Podre, que foi substituída pela actual por decreto de 21 de Fevereiro de 1889, foi sede do concelho de Farinha Podre (que correspondia em grande parte à unidade geográfica da região), extinto em 31 de Dezembro de 1853. Nesta data foi anexada ao concelho de Tábua, mudando para o de Penacova em 24 de Outubro de 1855.

## Personalidades ilustres

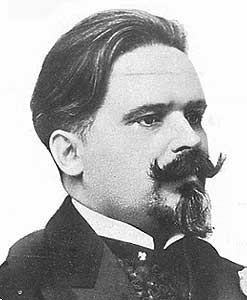
António José de Almeida, Presidente da República

- António José de Almeida, político republicano português e sexto Presidente da República Portuguesa cargo que exerceu de 5 de Outubro de 1919 a 5 de Outubro de 1923 nasceu na antiga freguesia de São Pedro de Alva, na aldeia de Vale da Vinha.
- Mário da Cunha Brito, benemérito e mecenas. Tinha o desejo de criar um hospital e maternidade na vila, tendo atualmente uma fundação em sua homenagem transformada em lar de idosos com centro de dia e creche.
- António Carlos Proença de Figueiredo, historiador, filósofo, escritor e diretor geral do ensino técnico-profissional (1940-1980)
- José Maria de Oliveira Matos, deputado da Monarquia Constitucional
- Maurício Vieira de Brito, filho de Mário da Cunha Brito que conseguiu realizar o sonho do pai, erguendo-lhe uma fundação. Foi ainda presidente do Sport Lisboa e Benfica, ficando o clube a dever-lhe a construção do 3.º anel e a iluminação do Estádio da Luz, que foi o maior da Europa e o terceiro maior do mundo
- Viegas Pimentel, médico conceituado e fundador da Associação Desportiva e Cultural de São Pedro de Alva.
- Padre Américo, benfeitor português e fundador da Casa do Gaiato.
- Boaventura de Sousa Santos, doutor em sociologia do direito, professor catedrático da Universidade de Coimbra e grande pensador português
- José Alberto Carvalho, jornalista  e locutor de televisão, diretor de informação da TVI

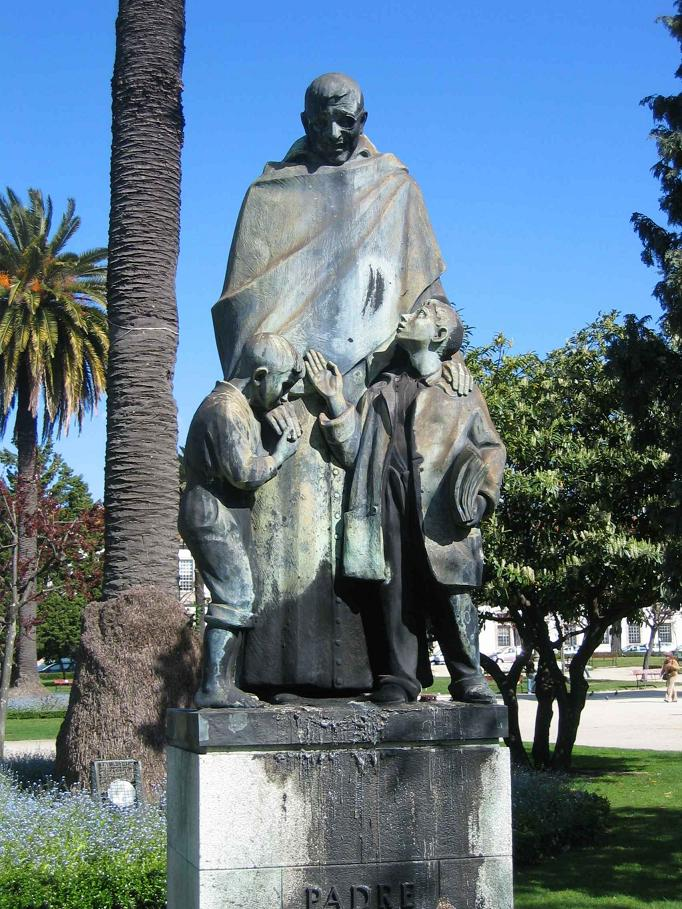
Padre Américo, escultura de Henrique Moreira (1959/61 - Bronze) na Praça da República.

## Símbolos
- Orago Maior – São Pedro
- Orago Menor – Santo António
- Ordenação heráldica do brasão e bandeira – Publicada no Diário da República, Nº 120 de 24 de maio de 1997
- Armas – Escudo de ouro, roda de azenha de vermelho, entre dois pinheiros arrancados de verde; em chefe, duas chaves de negro, passadas em aspa; ponta ondeada de cinco peças de azul e prata. Coroa mural de prata de quatro torres. Listel branco, com a legenda a negro  "S. PEDRO DE ALVA" (maiusculado).
- Bandeira– Esquartelada de amarelo e verde. Cordão e borlas de ouro e verde. Haste e lança de ouro. Existem dois tipos de bandeiras na freguesia, uma para cerimónias e cortejos e outra para hastear em edifícios (onde existe apenas quatro ligeiras diferenças, a haste e a lança, deixam de ser de ouro e os cordões dourados e as borlas de ouro e verde também desaparecem, a bandeira passa a ser de 2x3).
- Selo– Nos termos da Lei, com a legenda: "Junta de Freguesia de S. Pedro de Alva - Penacova"

## Vila
São Pedro de Alva, foi elevada à categoria de vila a 16 de Agosto de 1991, estabelecido pelo Decreto-lei 99/91 de 16 de Agosto. Ainda hoje esse dia é comemorado como "Dia da Freguesia".
A vila é divida pelos bairros ou lugares de Paço Velho, Vale da Ribeira, Valeiro Grande, Casal Novo, Cabeço das Passadeiras, Vale do Gil e São Pedro de Alva (centro).

## Antigo concelho de Farinha Podre
São Pedro de Alva foi sede do antigo concelho de Farinha Podre (tendo o nome de São Pedro de Farinha Podre) extinto em 31 de dezembro de 1853. Era constituído pela freguesia sede, por Oliveira do Cunhedo, Paradela, São Paio de Farinha Podre, Travanca, Cortiça e Covelo. Em 1849 tinha 5 935 habitantes.

## Património, estruturas sociais e equipamentos
- Estádio Dr. Viegas Pimentel (ocupado pela Associação Desportiva e Cultural de S.Pedro de Alva)
- Capela de Santo António (Senhor do Outeiro)
- Igreja Matriz de São Pedro
- Cemitério
- Padrão em memória dos mortos na Guerra da Restauração
- Pelourinho
- Chafariz da Praça
- Fonte Velha
- Fonte do Púcaro
- Estátua de António José de Almeida na Rotunda homónima
- Alminhas de Nossa Senhora da Guia
- Queda de água na Rotunda da Cascata
- Rotunda da Cascata na Avenida 16 de Agosto
- Rotunda das Mós na Avenida 17 de Julho
- Rotunda "António José de Almeida" no Largo Maurício Vieira de Brito
- Recinto da Feira
- Campo multi-usos no Recinto da Feira
- Edificio da Junta de Freguesia
- Fundação Mário da Cunha Brito onde funciona uma Creche, Lar de idosos, centro de dia, clínica de fisioterapia e medicina de reabilitação.
- Ribeira da Farinha Podre
- Casas históricas no Paço Velho, onde se inclui a velha Casa do Gaiato onde o Padre Américo teve a visão da Obra da Rua e a casa onde Mário da Cunha Brito aprendeu a ler e escrever.
- Escola Básica Integrada de São Pedro de Alva (Vale da Ribeira), ex-sede do extinto Agrupamento de Escolas de São Pedro de Alva. Actualmente pertence ao Agrupamento de Escolas de Penacova.
- Escola pré-primária
- Jardim da vila

### Igreja Matriz de São Pedro
A Igreja Paroquial de São Pedro documenta de algum modo o passado da vila. É do século XVIII e resultou do acrescentamento de uma mais pequena, do século XV. A fachada está dividida em três partes por pilastras das quais a mais elevada é a central. A porta, de verga curta, tem cornija direita rematada por frontão interrompido, com óculo sobreposto. Azulejos do século XVII revestem a capela-mor, ligeiramente mais elevada em relação ao corpo do templo. O retábulo é de colunas torsas. Existe um sacrário em calcário renascença, do século XVI, na capela batismal. No teto está pintado o patrono, S. Pedro. Da Igreja primitiva conservam-se: uma janela geminada, a portada, e a pia batismal cavada em lóbulos.